# Neubrandenburg
Neubrandenburg Németország Mecklenburg-Elő-Pomeránia tartományának körzeti jogú városa.

## Fekvése
A város Mecklenburg-Elő-Pomeránia keleti részén helyezkedik el, Neustrelitztől 31 km-re.

## Története
A város alapítási éve 1248. A település 1292-óta Mecklenburg részét képezi. A harmincéves háború és tűzvészek súlyosan érintették.
Itt található a tartomány egyik legteljesebb, épségben maradt középkori erődrendszere: egy 2300 m hosszú és 6–8 m magas kőfallal, három vizesárokkal, tornyokkal és városkapukkal. A belváros a II. világháborúban súlyos károkat szenvedett, a település mintegy 80%-a elpusztult.
Műtörténeti szempontból különösen érdekesek a gótikus városkapuk: a Trepkowi kapu (Treptower Tor), a Stargardi kapu (Stargarder Tor), az Új kapu (Neues Tor) és a legrégebbi, a Friedlandi kapu (Friedländer Tor).

## Híres emberek
- Itt született Otto Ernst Remer, SS-katonatiszt, majd politikus.[2]

## Látnivalók
- Középkori erődrendszer
- Városkapuk
- János-templom (Johannis-kirche)

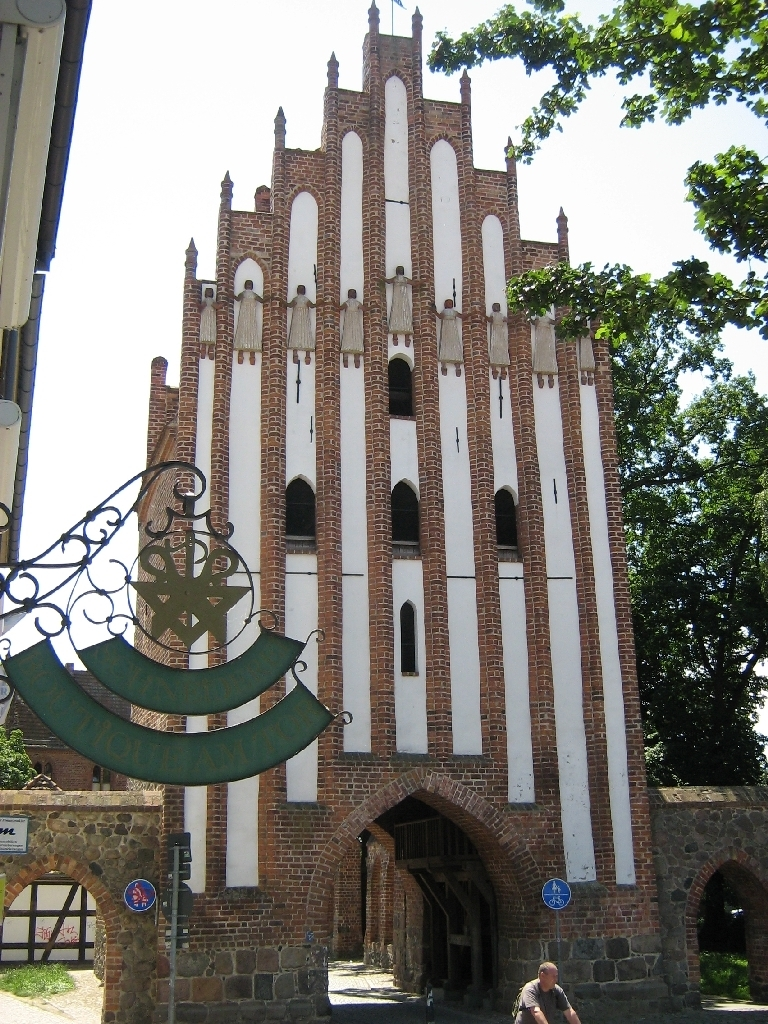
Stargarder Tor

- Szent-György-kórháztemplom (St. Georg-Spitalkirche) - a XV. századból származik
- Mária-templom (Mariakirche)
- Fritz Reuter költő emlékműve és a vele szemben álló kút, melyet a költő egyik művének a jelenetei díszítenek
- Kultúra és az Oktatás Háza (Haus der Kultur und Bildung - HKB) - 1965-ben épült